# Alfredo José Girelli
Alfredo José Girelli (Buenos Aires, 18 de diciembre de 1919-desconocido) fue un contador público argentino que se desempeñó como ministro de Comercio de la Nación Argentina entre 1971 y 1972, en el gobierno de facto de Alejandro Agustín Lanusse.

## Biografía
Estudió contador público en la Facultad de Ciencias Económicas de la Universidad de Buenos Aires, obteniendo un doctorado en economía en 1946. Se especializó en comercio exterior.
Cumplió funciones diplomáticas, siendo agregado y consejero económico y comercial en las embajadas argentinas en Estados Unidos, Perú y México (donde también encabezó misiones comerciales en América Central). A principios de 1971, fue embajador ante el Comité Ejecutivo Permanente de la Asociación Latinoamericana de Libre Comercio (ALALC).
En junio de 1971, fue designado subsecretario de Comercio Exterior del Ministerio de Industria, Comercio y Minería. En el cargo, con el rango de embajador, mantuvo negociaciones comerciales con Brasil en la Comisión Especial Brasileño Argentina de Coordinación (CEBAC).
En octubre de ese mismo año, el presidente de facto Alejandro Agustín Lanusse lo designó ministro de Comercio de la Nación. Dicha cartera ministerial volvió a ser creada mediante la división del Ministerio de Industria, Comercio y Minería (encabezado por Oscar Chescotta) en un Ministerio de Industria y Minería, y un Ministerio de Comercio.
Junto con su par de Industria y Minería Carlos Casale, en 1972 fueron firmantes del decreto que estableció la Comisión Nacional de Metrología y luego el Sistema Métrico Legal Argentino (SIMELA) por la ley 19.551.
Permaneció en el cargo hasta marzo de 1972, cuando el gabinete fue reestructurado tras un gran paro de la CGT, siendo reemplazado por Daniel García.